# Бивэн, Бринн
Бринн Джон Бивэн (англ. Brinn John Bevan, род. 16 июня 1997, Саутенд-он-Си, Восточная Англия) — британский гимнаст. 28 октября 2015 года в Глазго в составе мужской команды завоевал командную медаль на чемпионате мира по гимнастике. Принимал участие в Олимпийских играх в Рио-де-Жанейро.

## Карьера
В 2012 году Бринн был в составе победившей команды («золото») на чемпионате Европы 2012 года по спортивной гимнастике в Монпелье.
В 2014 году был в составе юношеской сборной на европейском чемпионате по гимнастике в Софии, Болгария, где не только помог получить ещё одно золото британской команде, но и завоевал серебряные медали на брусьях и кольцах, а также бронзу в многоборье, вслед за товарищем по команде Нилом Уилсоном, который выиграл золото и Валентином Стариковым из России (серебро).
В 2015 году Бринн дебютировал в команде на европейских играх в Баку, где завоевал бронзовую медаль в упражнениях на коне.
В том же году он принимал участие в чемпионате мира по спортивной гимнастике в Глазго. Команда с его участием завоевала серебро в командном первенстве. 21 ноября 2015 года Беван на тренировке в опорном упражнении после приземления сломал берцовую кость левой ноги, перенес операцию и месяцы физиотерапии.
В 2016 году он принимал участие в Олимпийских играх в Рио-де-Жанейро в составе команды со спортсменами: Луис Смит, Нил Уилсон, Кристиан Томас и Макс Уитлок.
Результаты его выступлений: упражнения на коне — 19 место, личное многоборье — 25 место, кольца — 31 место, вольные упражнения — 36 место.